# All Time Low (Jon Bellion)
All Time Low è un singolo dal cantante statunitense Jon Bellion. È stato distribuito il 13 maggio 2016, dall'etichetta Visionary Music Group e Capitol Records, e poi da Top 40 Radio il 30 agosto 2016, come il primo singolo estratto dal suo album in studio, The Human Condition. Bellion ha prodotto e co-scritto la canzone insieme a Mark Williams, Raul Cubiña, e Travis Mendes.

## Video musicale
Il video musicale è stato distribuito il 31 agosto 2016 sul canale Vevo di Jon su YouTube.

## Classifiche
| Classifica (2016-17)                 | Posizione massima |
| ------------------------------------ | ----------------- |
| Belgio (Fiandre Ultratop)            | 48                |
| Canada (Billboard Canadian Hot 100)  | 30                |
| Slovacchia (Singles Digitál Top 100) | 50                |
| Repubblica Ceca (IFPI)               | 39                |
| US Billboard Hot 100                 | 16                |
| US Adult Top 40                      | 37                |
| US Mainstream Top 40                 | 13                |